# 1996 na arte

## Eventos
- Junho - Inauguração do Museu da Farmácia em Lisboa, Portugal.

## Nascimentos
| Data | Nome | Profissão | Nacionalidade | Observações | Ref |
| ---- | ---- | --------- | ------------- | ----------- | --- |

## Mortes
| Data            | Nome                  | Profissão                                  | Nacionalidade  | Observações | Ref |
| --------------- | --------------------- | ------------------------------------------ | -------------- | ----------- | --- |
| 28 de janeiro   | Jerry Siegel          | artista de BD                              | Estados Unidos | n. 1914     |     |
| 11 de fevereiro | Pierre Verger         | etnólogo e fotógrafo                       | França         | n. 1902     |     |
| 20 de maio      | José Soares           | pintor                                     | Portugal       | n. 1927     |     |
| 18 de julho     | Farnese de Andrade    | artista plástico                           | Brasil         | n. 1926     |     |
| 22 de julho     | Peter Ludwig          | empresário, colecionador de arte e mecenas | Alemanha       | n. 1925     |     |
| Setembro        | Roberto Paragó        | pintor                                     | Brasil         | n. 1941     |     |
| ??              | José Antônio da Silva | pintor                                     | Brasil         | n. 1909     |     |
| ??              | Milton Kurtz          | pintor, desenhista e artista intermídia    | Brasil         | n. 1951     |     |
| ??              | Eduardo Read Teixeira | arquitecto                                 | Portugal       | n. 1914     |     |

## Prémios
- Prémio Príncipe das Astúrias das Artes - Joaquín Rodrigo[1]
- Prémio Pritzker - Rafael Moneo[2]
- Prémio de Arquitetura Contemporânea Mies van der Rohe- Dominique Perrault[3]